# ガロ系
ガロ系（ガロけい）とは、かつて青林堂が刊行していた漫画雑誌『ガロ』に掲載されていたアングラな漫画作品、ないし、その作家である個性派の特殊漫画家、またその作風を指す表現。日本におけるオルタナティヴ・コミックに相当する。

## 著名なガロ系作家

### 主な執筆陣と代表作
- 安部慎一 - 『美代子阿佐ヶ谷気分』『僕はサラ金の星です!』
- 井口真吾 - 『Zちゃん』
- 池上遼一[2][3] - 『おえんの恋』『罪の意識』『風太郎』
- 泉昌之 - 『夜行』『かっこいいスキヤキ』『天国や地獄』
- 糸井重里 - 『さよならペンギン』
- 内田春菊 - 『春菊』『南くんの恋人』『ファザーファッカー』
- 蛭子能収[1] - 『地獄に堕ちた教師ども』『私はバカになりたい』『私の彼は意味がない』『ひとりぼっちを笑うな』
- 大越孝太郎 - 『月喰ウ蟲』『天国に結ぶ戀』
- 勝又進 - 『勝又進作品集』
- 川崎ゆきお - 『猟奇王』『うらぶれ夜風』『悪いやつほどよく走る』『恐怖!人食い猫』
- 楠勝平 - 『おせん』『彩雪に舞う…』
- 近藤聡乃 - 『はこにわ虫』『いつものはなし』『電車かもしれない』
- 近藤ようこ - 『見晴らしガ丘にて』
- 逆柱いみり（望月勝広） - 『象魚』『马马虎虎』『赤タイツ男』『はたらくカッパ』『空の巻き貝』『ノドの迷路』
- 佐々木マキ - 『ピクルス街異聞』『やっぱりおおかみ』
- 白土三平[1] - 『忍者武芸帳』『サスケ』『カムイ伝』
- しりあがり寿 - 『コイソモレ先生』『ジャカランダ』
- 杉浦日向子 - 『合葬』『百日紅』
- 鈴木翁二 - 『オートバイ少女』
- 高杉弾 - 『メディアになりたい』『倶楽部イレギュラーズ』『香港夢幻』『日常の神々』
- 滝田ゆう[1][2][3] - 『寺島町奇譚』
- 辰巳ヨシヒロ - 『地獄』『男一発』『さそり』『グッドバイ』『劇画漂流』『TATSUMI』『幽霊タクシー』
- つげ忠男[2][3] - 『きなこ屋のばあさん』『丘の上でヴィンセント・ファン・ゴッホは』
- つげ義春[1][2][3] - 『ねじ式』『紅い花』『沼』『チーコ』『ゲンセンカン主人』『李さん一家』『無能の人』
- つりたくにこ - 『六の宮姫子の悲劇』『フライト』
- 東陽片岡
- 友沢ミミヨ - 『いもほり』『きのこ旅行』
- 永島慎二 - 『フーテン』『漫画家残酷物語』
- 魚喃キリコ - 『Water.』『blue』『南瓜とマヨネーズ』
- 西岡兄妹 - 『地獄』『人殺しの女の子の話』
- ねこぢる - 『ねこぢるうどん』
- 根本敬[1] - 『生きる』『天然』『タケオの世界』『豚小屋発犬小屋行き』『因果鉄道の旅』『ミクロの精子圏』『未来精子ブラジル』
- 花くまゆうさく - 『東京ゾンビ』『労働2号』『狂い咲きサンダーロートル』
- 花輪和一 - 『刑務所の中』『花輪和一初期作品集』『赤ヒ夜』『かんのむし』
- 林静一[2][3] - 『赤色エレジー』
- ひさうちみちお - 『理髪店主のかなしみ』
- 平口広美 - 『なつかしい穴』『愛のタバコ屋』『お礼の先生』『コスモスの丘』
- 平田弘史 - 『血だるま拳法・おのれらに告ぐ』
- 福満しげゆき - 『まだ旅立ってもいないのに』『カワイコちゃんを2度見る』『僕の小規模な失敗』『やっぱり心の旅だよ』
- 古川益三 - 『紫の伝説』『邪尼曼陀羅』
- 古屋兎丸 - 『Palepoli』『エミちゃん』『ライチ☆光クラブ』『自殺サークル』『人間失格』『帝一の國』
- ますむらひろし - 『ヨネザアド物語』
- 松井雪子 - 『マヨネーズ姫』
- 松本正彦 - 『パンダラブー』『劇画バカたち!!』『たばこ屋の娘』
- 松本充代 - 『お・あ・い・そ』『健康不良の学生』『記憶のたまご』『ダリヤ・ダリヤ』『潜む声 鏡の中の遺書 その他の短編』
- 丸尾末広 - 『少女椿』
- みうらじゅん - 『単になんぎなうし』『アイデン&ティティ』
- みぎわパン - 『ぱんこちゃんになろうっ』『ぱんこちゃん』
- 水木しげる - 『鬼太郎夜話』『星をつかみそこねる男』
- 南伸坊[2][3]
- 村野守美 - 『さんささかやの』『だめ鬼』『草笛のころ』
- 本秀康 - 『たのしい人生』『ワイルドマウンテン』
- 山田花子 - 『神の悪フザケ』『嘆きの天使』『花咲ける孤独』『魂のアソコ』『からっぽの世界』『自殺直前日記』
- やまだ紫 - 『性悪猫』『しんきらり』
- 山野一 - 『夢の島で逢いましょう』『四丁目の夕日』『貧困魔境伝ヒヤパカ』『混沌大陸パンゲア』『どぶさらい劇場』
- 湯村輝彦 - 『ペンギンごはん』
- 淀川さんぽ - 『少年』『赤ずきんちゃん』『怪人Mと少年探偵団』『墓ない男の物語』
- 渡辺和博 - 『私の初体験』『毒電波』『金魂巻』『熊猫人民公社』『お父さんのネジ』

### その他作家陣
- 赤瀬川原平 - 『櫻画報』『おざ式』『超芸術トマソン』『虚構の神々』
- 秋山あゆ子
- 秋竜山
- 浅井麻里
- あさりよしとお - 『世界冥作劇場』
- 東元
- 安彦麻理絵 - 『メロドラマチック』
- あびゅうきょ
- 雨宮じゅん
- アヤイアキコ
- あらいあき - 『チュウチュウカナッコ』『ヒネヤ2の8』
- 荒木経惟（写真家） - 『浪漫写真』
- 安斎肇
- 安西水丸[2][3] - 『東京エレジー』
- 石川次郎（石川エロス） - 『みぃんなじろうちゃん』『GIRO』
- 泉谷しげる
- イタガキノブオ
- 市場大介 - 『下水道鯰子の生涯』
- 衿沢世衣子
- 遠藤ミチロウ
- 大黄菜春子
- 大澤正明
- 太田蛍一 - 『盲獣』
- 太田基之 - 『高梨さん』『収穫の日は近い』
- 大槻ケンヂ - 『新興宗教オモイデ教』
- 大山海 - 『東京市松物語』『奈良へ』
- 大山学
- おがわあきら
- 奥平衣良（奥平イラ）
- 小野明弘＋野口専二
- 駕籠真太郎 - 『輝け!大東亜共栄圏』
- 笠辺哲 - 『フライングガール』『ももきや』
- 加藤賢崇 - 『いぬちゃん』
- 鴨沢祐仁 - 『クシー君の発明』
- 鴨下芳文
- 唐沢商会（唐沢俊一＋唐沢なをき） - 『近未来馬鹿』
- 華倫変 - 『華倫変倶楽部カリクラ』
- 河井克夫 - 『ブレーメン』
- 川勝徳重 - 『電話・睡眠・音楽』
- 菅野修
- キクチヒロノリ - 『爆裂瞑想バキトマ道』
- 木元ひわこ
- Q.B.B.（久住昌之＋久住卓也）
- 久住卓也 - 『中学生日記』
- 久住昌之 - 『孤独のグルメ』
- クリハラタカシ - 『塊魂』『ツノ病』
- 呉智英
- 紅すー子 - 『ヒゲにいちゃん』
- 古泉智浩 - 『死んだ目をした少年』
- 高信太郎
- 小林銅蟲 - 『ねぎ姉さん』
- 小林よしのり - 『カバ焼きの日』
- コマツシンヤ
- 斎藤種魚
- 斎藤潤一郎 - 『死都調布』『武蔵野』
- 斎藤裕之介
- 佐伯俊男
- 坂口尚
- さくらももこ - 『神のちから』
- 桜沢エリカ
- 佐藤義昭
- 佐内順一郎 - 『X-MAGAZINE』『Jam』『HEAVEN』
- 篠原勝之 - 『糸姫』『におい横町』
- 島田虎之介
- 清水おさむ - 『魔血子』『JUKU』
- 史群アル仙
- スージー甘金
- 杉浦茂
- 杉作J太郎（杉作獣太郎）
- 鈴木詩子 - 『女ヒエラルキー底辺少女』
- 関口シュン
- 世良田波波 - 『きみは、ぼくの東京だったな』『もぐら屋のおエドちゃん』
- 高橋製作
- 高浜寛
- 高山和雅（高山和雄） - 『ノアの末裔』『パラノイア・トラップ』『天国の魚』
- 田口トモロヲ（たぐちともろを）
- 田代為寛
- タナカカツキ - 『オッス! トン子ちゃん』
- 田中六大
- 谷弘兒（大谷弘行）
- たむらしげる - 『フープ博士の月への旅』
- 知久寿焼
- 塚本知子
- 土橋とし子
- 津野裕子
- 津山週三 - 『伊丹哲次氏の優雅な生活』
- どおくまん
- とがしやすたか
- 戸川昌士
- とま雅和（とま）
- 友部正人（詩人）
- とり・みき - 『だまって俺について来い』
- 仲佳子 - 『海ほおずき』
- 中里春平
- 永田トマト
- 長戸雅之
- 中西章文 - 『夢の途中』
- 中里春平 - 『花いちもんめ』
- 夏草しげのぶ（秋山重信） - 『地方大学強姦学部』
- 成田朱希
- 南日れん
- 南房秀彦 - 『うんこの町のメリー』
- 新谷成唯（こんにちは新谷成唯です／エレガブ） - 『黒い橢円の幽霊』
- 西野空男 - 『幼年クラブ』『もののけ同人』
- 沼田元氣（写真家）
- ねこぢるy（山野一） - 『ねこぢるyうどん』『おばけアパート』
- 芳賀由香 - 『すっかりお客さま』
- 畑中純 - 『どんぐりと山猫』『まんだら屋の良太』
- 鳩山郁子
- 早見純 - 『純の魂』『血まみれ天使』『ラブレターフロム彼方』『純にもぬかりはある』
- 原田ちあき - 『よいこのための悪口メーカー』
- 原律子 - 『改訂版大日本帝國萬画』
- パルコキノシタ - 『漂流教師』
- panpanya - 『足摺り水族館』『蟹に誘われて』
- 肥後十三子 - 『めくら峠』
- 日野日出志 - 『地獄の子守唄』『地獄変』『蔵六の奇病』『毒虫小僧』
- 深見春夫 - 『前衛食堂』
- ふじ沢光夫 - 『ギリヤークふんぐり団』
- 藤原マキ
- 藤本和也 - 『日本の夏、天狗の夏。』
- 星川忠
- 星川てっぷ
- 星園すみれ子 - 『創世記』
- 堀道広 - 『青春うるはし!うるし部』『部屋干しぺっとり君』『耳かき仕事人サミュエル』
- 正井しげ魚
- 町野変丸 - 『ヌルえもん』『無修正ゆみこちゃん』
- 松尾ひろし
- 松沢呉一
- マディ上原（上原摩泥） - 『漫姦全席』
- まどの一哉（間殿一哉） - 『洞窟ゲーム』
- 幻の名盤解放同盟 - 『ディープ・コリア』『夜、因果者の夜』
- 水野純子 - 『ピュア・トランス』
- 湊谷夢吉
- 皆瀬高宣 - 『赤い靴』
- 南Q太
- 三本美治（三本美春）
- 三橋乙耶（シバ）[2]
- 睦月影郎（ならやたかし） - 『ケンペーくん』
- 村崎百郎（黒田一郎） - 『夜、因果者の夜』『鬼畜のススメ』『電波系』
- 模造クリスタル - 『ミッションちゃんの大冒険』 『金魚王国の崩壊』
- 森口裕二
- 森下裕美 - 『金魚のまくら』
- 森雅之 - 『ペッパーミント物語』
- 森元暢之 - 『反省しない犬』『オチンポ博士の異常な愛情』
- 矢口順一（谷口トモオ） - 『サイコ工場』『神経科医Dr.イラブ』
- 八鍬真佐子
- 山川直人
- 山崎春美 - 『天國のをりものが』『ヒネガンズ・フェイク』
- 山田勇男（映画監督）
- ヤマダリツコ
- 山松ゆうきち - 『くそばばの詩』『インドへ馬鹿がやって来た』
- 山本ルンルン - 『ルンルンアワー』『シトラス学園』
- ユズキカズ
- 吉田戦車 - 『鋼の人』『くすぐり様』『伝染るんです。』
- 吉田光彦 - 『夢化色』
- 四方田犬彦

### 編集陣
- 浅川満寛（斧田小）
- 飯田菜津
- 大西祥平
- 大場小ゆり
- 劇画狼
- 権藤晋（高野慎三） - 『神保町「ガロ編集室」』
- 志村勝紀
- 白取千夏雄 - 『全身編集者』
- 高市真紀（丸山玉子）
- 手塚能理子
- 長井勝一 - 『「ガロ」編集長』
- 北園一哉
- 南伸坊
- 谷田部周次
- 山ノ井靖
- 渡辺和博

## 特殊漫画の定義
「特殊漫画家」を自称している根本敬は「ガロ系」という用語が普及する以前に、自らの作風を説明するために「特殊漫画」という造語を作り出した。
この「特殊漫画」というジャンルについて漫画家の山野一は「あまりにも私的で特異な題材を前面に打ち出しているためにほとんどすべての日本国民から無視・黙殺・拒絶され、職業として成り立ち得ないまでにマイナーな漫画の一ジャンル」とも定義している。また漫画家・タレントのみうらじゅんは「アクション」「ギャグ」「ファンタジー」「ホラー」「SF」「恋愛」「ヒューマンドラマ」など一般的な漫画とは一線を画した、どのジャンルにも属さないこのジャンルについて「世の中の漫画は『ガロ系』と『それ以外』の2つに大きく分けられます」と述べている。

## 原稿料ゼロ
『ガロ』は全国書店流通の商業誌でありながら、「作家性の尊重」という個性重視で非商業的な独自路線が災いし、部数の低迷と万年貧乏の経営難が続いた。そのため1971年以降は原稿料の支払が停止され、『ガロ』は事実上「原稿料ゼロ」の雑誌であった事でも知られる。それでも歴代の作家陣などの精神的・経済的支援と強い継続の声により、細々ながら刊行は続いた。この「原稿料ゼロ」の伝統は青林工藝舎の『アックス』にも引き継がれている。
『ガロ』を強く意識していた手塚治虫の『COM』は『ガロ』のように「原稿料ゼロ」という訳にはいかず、1971年末に廃刊する。後に手塚治虫は長井勝一との対談で「ガロと違う所は売上部数に関係なしといった超然とした態度がとれなかったところですね」と述べている。
『ガロ』の作品募集欄にも「原稿料は出ません。当社としてもたいへん心苦しく遺憾なことですが当分の間は無理と思います。この問題は皆様にとっても重要なことと思いますのでよく考えてから投稿して下さい。」とその旨については常に書き添えられていた。

## 関連雑誌
日本のオルタナティヴ・コミック誌を以下に列挙する。

### 刊行中
- 青林工藝舎 『アックス』（1998年創刊～）
- 北冬書房『幻燈』（1998年創刊～）
- ワイズ出版 『キッチュ』（2016年創刊～）

### 休廃刊
- 青林堂 『月刊漫画ガロ』（1964年創刊～2002年休刊）
- 虫プロ商事 『COM』（1967年創刊～1973年休刊）
- 北冬書房 『夜行』（1972年創刊～1995年休刊）
- アリス出版 『劇画アリス』（1977年創刊～1980年代前半）
- 日本文芸社 『COMICばく』（1984年創刊～1987年休刊）
- 幻堂出版 『何の雑誌』（2000年創刊～現在休刊）
- 小学館 『月刊IKKI』（2003年創刊～2014年休刊）
- 太田出版 『マンガ・エロティクス・エフ』（2001年創刊～2014年休刊）

### 特殊形態
- 青林工藝舎 『放電横丁』※青林工藝舎の漫画誌『アックス』のweb版
- リイド社 『トーチweb』（2014年創刊～）※web雑誌
- セミ書房 『漫画雑誌架空』（2006年創刊～）※同人漫画誌[注 2]
- ドグマ出版 『漫画少年ドグマ』※ミニコミ誌
- まんだらけ『まんだらけボヘミア』（2022年創刊〜）※web雑誌